# رستاخیز (فیلم ۲۰۱۳)
رستاخیز (انگلیسی: A Resurrection) فیلمی در ژانر ترسناک است که در سال ۲۰۱۳ منتشر شد. از بازیگران آن می‌توان به میشا بارتون، دوون ساوا، و مایکل کلارک دانکن اشاره کرد.